# Préamplificateur d'antenne
 (octobre 2006).
 (avril 2016).
Si vous disposez d'ouvrages ou d'articles de référence ou si vous connaissez des sites web de qualité traitant du thème abordé ici, merci de compléter l'article en donnant les références utiles à sa vérifiabilité et en les liant à la section « Notes et références ».
Un préamplificateur (ou amplificateur) d'antenne est un circuit électronique servant à amplifier les signaux captés par une antenne.
Le pré/amplificateur a pour but d'améliorer la qualité de la réception numerique, TNT, exprimée en BER (Viterbi) ou la qualité d'image analogique SECAM et PAL exprimée en dBµV, puis de la conserver jusqu'au récepteur. Toutefois l'amplificateur est plutôt retenu en matière de distribution des signaux. Comme tout appareillage électronique, il est soumis à des règles techniques qui régissent son bon fonctionnement.

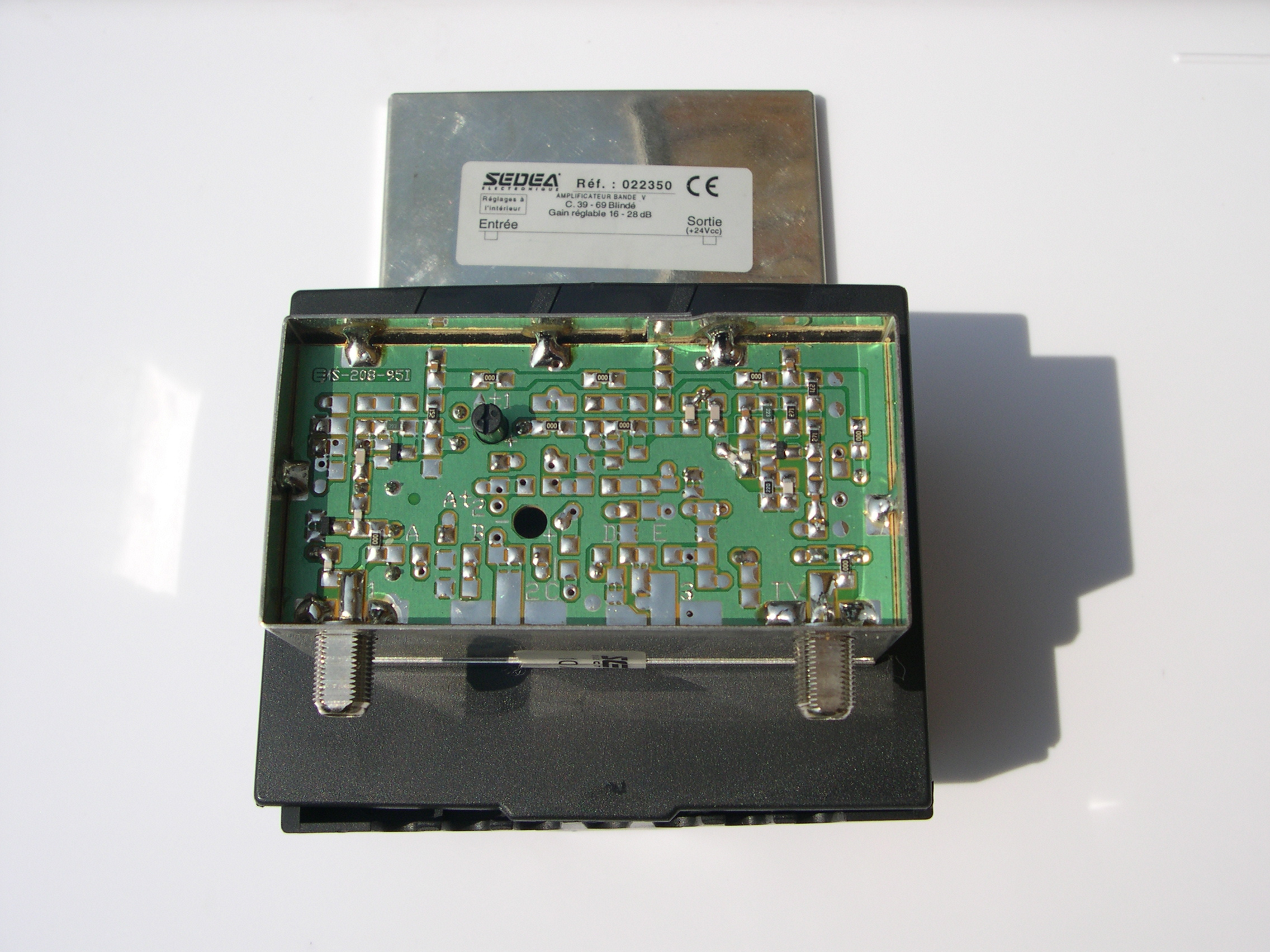
Préamplificateur d'antenne UHF pour télévision analogique et numérique terrestre ici pour la bande V soit les canaux 39/69.

## Télévision

### Modes TV terrestre
L'amplificateur, ou préamplificateur, d'antenne (domestique) est un accessoire électronique de réception pour les installations d'antennes terrestres (dites Yagi) en  « limite d'exploitation » (en raison de distance, obstacle...). 
Les systèmes d'amplification se présentent sous la forme d'un boîtier étanche (usage extérieur et intérieur), ou d'un boîtier plastique (uniquement intérieur) utilisé principalement dans les antennes individuelles mono ou multiprises et collectives de télévision terrestre. 
Le pré/ampli comporte une entrée et une ou plusieurs sorties (jusqu'à 4) avec ou sans alimentation incorporée. Ces appareils fonctionnent le plus souvent dans les bandes VHF et/ou UHF. Les modèles à sorties multiples remplissent en plus la fonction de répartition (ou de distribution) sur plusieurs récepteurs pour ne pas dégrader le signal. En effet, connecter des récepteurs simplement en parallèle sur un câble modifie considérablement l'impédance de charge du câble, ce qui en conséquence atténue fortement le signal et provoque des réflexions (images fantômes superposées). 
Les préamplis extérieurs sont téléalimentés à distance via le coaxial, depuis une alimentation (230 V alternatif /12-24 V continu) ou parfois via directement l'adaptateur si doté du + 5 V et si le préampli est compatible avec cette tension. Les pré/amplificateurs blindés avec fiche F sont préférables quel que soit leur emplacement. Ceux placés sous le dipôle (en lieu et place du symétriseur d'antenne) sont idéaux pour écarter la moindre dégradation du signal de réception. L'impédance des accessoires d'amplification et câbles est standardisée en 75 ohms en télévision. 
Le préampli sert à amplifier le niveau d'un signal VHF, UHF, analogique (Secam ou Pal) ou numérique, cas de la TNT, lorsque le signal est trop faible pour être véhiculé normalement par un câble vers les récepteurs. La perte dans le câble provoquerait une dégradation du signal sous les minima requis. Pour conserver la qualité d'une image analogique à la sortie de l'antenne il faut pré/amplifier un signal inférieur à 60/65 dBµV en UHF et 55/60 dBµV en VHF (données indicatives des fabricants de téléviseurs). Dans certaines régions françaises cette recommandation n'est pas suivie, alors que dans le nord-est de la France elle est bien plus appliquée.
Il est inutile de placer un préampli d'antenne quand le niveau du signal est suffisant, mais de mauvaise qualité, par exemple à la suite de la réception d'un signal réfléchi sur un obstacle en même temps que le signal direct (image démultipliée en analogique avec plusieurs contours d'image) et toutes sortes de défauts en numérique, des mosaïques jusqu'à impossibilité de recevoir certains multiplex. Dans ce cas, seul un meilleur emplacement de l'antenne ou un autre type d'antenne permettra d'améliorer la qualité du signal.
En revanche un préampli peut être utile lorsqu'on est confronté à certains multiplex (qui contiennent 6 chaînes) diffusés plus faiblement que les autres, dans certaines directions (restriction azimutale). Fréquent sur les émetteurs TNT. "je reçois mal certains groupes de chaînes alors que les autres multiplex sont bons ! " En revanche, si 2 émetteurs reçus sur un site utilisent le même canal (cas de l'iso-fréquence ou SFN), le préampli ne peut améliorer la situation.         
En numérique la qualité du signal est plus importante que son niveau. Un niveau d'antenne de 10 dB inférieur aux niveaux recommandés pour l'analogique est acceptable si la qualité du signal est suffisante. Un niveau suffisant mais un signal de mauvaise qualité produira immanquablement des dysfonctionnements : mosaïques, gels, coupures, noirs. Ces symptômes typiques de la DVB, notamment les 2 premiers cités, dépendent parfois de la saison. On peut aussi passer, dans certains cas, de l'absence d'image (écran noir) sur tous les multiplex à un fonctionnement normal. Vu l'exigence d'un signal de bonne qualité pour qu'un récepteur numérique fonctionne correctement, un câble d'antenne moderne à double blindage est recommandé dans tous les cas.    
L'installation d'un accessoire d'amplification n'apporte aucune amélioration si les dysfonctionnements sont causés par des interférences quelconques (parasites, interférences par d'autres émetteurs) captées par l'antenne. De plus en TNT les échos trop longs peuvent générer la multiplication d'erreurs binaires, le préampli ne fera que les amplifier.
Note : une préamplification d'antenne ne sert à rien s'il n'y a pas ou très peu de signal. Voir dans ce cas les alternatives : la réception satellitaire gratuite ou payante (comme les bouquets français Canalsat, Bis, TNTsat, Fransat), le câble (urbain et périurbain), ou la télévision par internet (ADSL) sous réserve de proximité suffisante et de dégroupage du central téléphonique.

### L'offre
Le marché propose différentes sortes de (pré)amplificateurs d'antenne devant être adaptés aux circonstances locales :
- Le nouveau standard TNT depuis mi-2019 va du canal 21 au canal 48, soit désormais  de 470 à 694 Mhz. Le préampli  c21/60 c'est l'ancien standard apparu fin 2011 pour traiter et que le spectre UHF TV TNT allant du canal 21= 470 MHz (inchangé) au canal 60 = 790 MHz, au lieu du canal 69 soit 860 MHz. Les derniers modèles de preamplis  d'antenne UHF 21-48  (sortis fin 2019) intègrent un filtre  LTE qui réjecte les fréquences >700 Mhz utilisées par la LTE dernières générations, 4G et 5G. (bandes UHF 700 et  800 MHz + SHF 3.5 GHz). Il est recommandé de les utiliser en préférant ceux qui possèdent une plage de réglage d'amplification élargie, > 15 dB à < 35 dB, voire 38 dB.
- le préamplificateur large bande : c'est le produit universel, il préamplifie tout le spectre terrestre pour le distribuer en mono-sortie soit une seule prise (possible vers un répartiteur ou dérivateur distant) ou multi-sortie intégrées.
- le préamplificateur monocanal : il amplifie une seule fréquence quelconque, VHF, UHF, large de 7 à 8 MHz. Exemple pour mémoire : le préampli canal 21 pour RTL9 ou E 7, depuis l'émetteur de Dudelange au Luxembourg. Il est mono-sortie.
- le préampli dit sélectif, à découpe ou à la demande : il amplifie une certaine bande de fréquences, plusieurs canaux consécutifs, voire parfois 2 bandes passantes ou canaux séparés. Il est surtout distribué par les antennistes. Certains sont dotés de filtres passe bande ou réjecteurs, atténuant un spectre perturbateur TV indésirable ou alors hors bande, comme les radiocoms. Généralement mono-sortie. Un filtre sélectif réhausse le facteur de bruit de l'ampli de l'ordre de 1 dB. On les utilise exclusivement en cas de perturbations et interférences.
- le préampli de bande, VHF I (en analogique), VHF III, IV et/ou V (analogique et numérique).
- l'ampli de ligne, sert à compenser les pertes coaxiales dans le spectre allant de 5 à 2150 voire 2400 MHz (en pratique, il amplifie encore bien souvent la bande ISM et radioamateur dite 2.3/2,4 GHz), ou bien dans la seule BIS 950 à 2 150 MHz (+ 300 MHz pour certains). Leur facteur de bruit est secondaire, évoluant de 3 à 6 dB, leur gain (parfois penté) peut atteindre 15 à 25 dB selon le modèle et le spectre, nominal ou étendu par débordement. Signalons que certains emploient les meilleurs amplis de ligne en guise de préampli dans la bande des 1,2 GHz, et 2,4 GHz.

Ces amplis de ligne sont parfois avec passage d'alimentation et donc il faut prendre en considération un éventuel court-circuit sur une antenne terrestre avec radiateur de type refermé. Idem pour une configuration avec du préampli de bande (ex : UHF 21/69) via un coupleur standard VHF- UHF, l'autre entrée (I-II-III) non préamplifiée pouvant être également sous tension.
Pour les préamplis télé-alimentés à distance via un répartiteur x D ou dérivateur dans les antennes multiprises privées, il faudra aussi bien veiller à ce que ces accessoires laissent passer la tension uniquement en direction de l'entrée du répartiteur et non sur d'autres sorties. Dans cette configuration c'est souvent le court-circuit dès branchement d'un téléviseur ou scope. Un stop courant peut être employé, mais un accessoire adapté est tout de suite préférable. 
Pour info, pour les antennes collectives le courant est en principe pris sur les communs et donc l'alimentation se situe plutôt près du préamplificateur bien souvent LB et donc en amont de la distribution.
NB : dans une antenne collective, il est déconseillé de vouloir rajouter un ampli à la sortie de la prise d'usager, car les niveaux de sorties sont normalisés. Si problème, voir le syndic qui est habilité pour désigner un antenniste-intervenant.

### Aide au choix, critères  de choix
Tout d'abord il faut savoir quelle sera la destination de l'accessoire, soit il traite un signal arrivant trop faiblement, soit un signal plus fort, mais avec pertes de distribution, parfois un peu des deux.
Si le champ est trop faible, majorité des cas, on choisit un préampli. 
Si le champ est suffisant, mais la descente d'antenne présente de fortes pertes, on utilise un ampli
Pour un préampli le critère principal  et le plus important, est la figure de bruit, ou le facteur de bruit. Cette donnée s'exprime en décibel. Plus le chiffre (nombre) est petit, plus le préampli est performant car moins il rajoute du bruit à celui de l'antenne. Le facteur de bruit (Fb ou NF) courant tourne maintenant autour de 2 à 2.5. Au-dessus, on ne considère plus qu'il est très faible bruit mais à faible bruit, 3 à 4 dB. La meilleure figure de bruit est de 0.4 dB dans la bande UHF.
Un gain d'amplification d'un pré/ampli, suivant le constructeur, varie entre 15 et 25 dB ce qui est suffisant en général. Ce gain actif ne doit pas être confondu avec le pouvoir (gain) d'amélioration visuelle en analogie et le taux BER en DVB, selon Friis. Exemple dans les têtes satellites réception d'un signal analogique reçu faiblement via Atlantic Bird 3, on choisit un convertisseur à très faible bruit 0.3 dB.   
Il est préférable qu'il soit ajustable (ou réglable) par potentiomètre. Utilisez-le avec modération, sachant que le gain d'amplification n'a aucune influence sur la qualité de l'image/réception observée à la sortie du dipôle de l'aérien ; 40 ou 50 dB n'apportera pas une meilleure image qu'un préampli produisant une vingtaine de dB d'amplification. Après, on veillera à ne pas débiter tout le gain dans la descente. 
Les préamplis UHF sont plus performants que les VHF, mais ce dernier spectre fonctionne déjà parfaitement, dès 57 dBµV en analogique. 
Saturation d'un ampli
Outre le figure de bruit, l'autre élément est le niveau d'acceptabilité, c’est-à-dire la capacité de l'amplificateur à ne pas produire des dysfonctionnements en présence de nombreux signaux à niveaux variables et notamment plus élevés, (cas de la diffusion frontalière ou de la diffusion numérique+analogique classique depuis un même émetteur, jusqu'à + 20 dB, ce qui conduit aux risques de surmodulation et intermodulation ou transmodulation (barres noires et mélange des chaînes en pal-secam). 
Pour éviter ou limiter la saturation, on observe le niveau de sortie. Il faut qu'il accepte, au moins, 95 dBµV, mais que 105 dBµV est au moins conseillé. 
La saturation est identifiée plus facilement en analogique, car si trop marquée, visuelle, en revanche en numérique on a souvent une remontée anormale du BER, pixellisation, gels, voire un écran noir. Un niveau de signal qui est manifestement trop haut peut être soupçonné.       
Certains constructeurs donnent en plus le niveau d'entrée minimal conseillé, il se situe autour de 32 à 35 dBµV en UHF.  
À noter que plus le gain d'amplification est élevé, plus les risques de dysfonctionnements sont grands. Remarque aussi valable pour les antennes d'intérieur (ou d'appartement) équipées d'amplificateur à gain ajustable, jusqu'à 36/40 dB. 
Appliquez la règle de l'amplification que strictement nécessaire et sachez que 0 dB de signal + 40 dB d'amplification = 0 dB. Évitez d'une part de placer un préampli à très faible bruit dans un endroit surchauffé (grenier sans aération), car sa température de bruit va augmenter et donc son rendement va diminuer, et d'autre part de le faire baigner dans un champ hertzien local surpuissant. 
Maintenant pour rattraper les pertes, on retient un ampli/alim ou ampli + alim devant présenter un certain gain compensant les pertes apportées par le répartiteur, le dérivateur, les prises d'arrivée, le coaxial, les fiches, etc. Le niveau de sortie doit être adapté au nombre de porteuses L, B, G ; le facteur de bruit est secondaire. En zone frontalière, il est courant de réduire 10 dB au niveau maximal annoncé (niveau d'entrée + gain d'amplification = niveau de sortie). L'ampli (souvent LB, 40⁄860 MHz) est toujours inséré entre l'antenne ou son coupleur et le répartiteur (x directions) ou le dérivateur (1 ou 2 dérivations, ex. : étage). L'entrée et les sorties sont encore parfois assurées par vis et pontets (obsolète).
Dans ces zones frontalières, l'ampli large bande (I-V) encore utilisé en petit collectif est toujours précédé d'un coupleur dont les entrées ont été préalablement équilibrées (atténuation ou préamplification) en tenant compte des différentes longueurs de câble et de la pente.
N.B. : un préampli peut très bien être utilisé en fonction ampli, mais pas l'inverse.

### Détermination du gain d'amplification
Le gain d'amplification en télévision domestique se détermine entre le niveau (dBµv) à la sortie de l'antenne sèche et le niveau à la prise d'usager. Plus ledit niveau d'entrée présente de la marge (réserve), moins le gain d'amplification nécessaire sera grand pour compenser les pertes de distribution, longueur coaxial (perte dB/m) et pertes de répartition de 4 à 12 dB, selon le nombre de voies 2, 3, 4, 6 et 8.
NB : dans les champs forts (proximité relative d'un puissant émetteur TNT), environ 70 dBµV antenne sèche, les amplis sont souvent inutiles.

### Pré/ampli et antenne d'intérieur
On peut parfaitement utiliser un pré/ampli (à très faible bruit) sur une antenne d'intérieur n'en possédant pas. Il est déconseillé de faire suivre une antenne d'appartement dite active d'un second système d'amplification, puisque la séparation (extraction) du signal du bruit est obtenue uniquement au niveau du premier transistor (1er étage). De plus, le remède envisagé risque d'être pire que le mal...
C'est donc bien le binôme gain (bruit) d'antenne/bruit du préampli qui est décisif, aussi bien pour une antenne d'intérieur que d'extérieur. Le gain (d'amplification) mis en avant dans les antennes d'intérieur amplifiées est un élément pouvant être jugé comme abusif et trompeur, voire malhonnête, pour attirer le consommateur lambda, puisqu'il ne s'agit nullement du gain d'antenne.

## Autres applications
Évoqué ci-dessus pour le mode le plus représentatif en télévision terrestre, le préamplificateur d'antenne est aussi disponible pour d'autres applications donc autres gammes de fréquences, 433 MHz, 868 MHz, 1,2 GHz, 2,4 GHz,  3.5.7.10 et 24 GHz , etc. et particulièrement dans les bandes dites de l'ISM. Plus les fréquences sont élevées, plus le préampli devient utile et performant. Le principe et les règles de fonctionnement d'un préampli restent les mêmes, seule l'impédance est souvent différente, 50 ohms, avec connectique particulière, SMA, N etc. Un préampli est transparent à l'antenne utilisée, Yagi, parabole, patch, cornet, quad, etc. Aux fréquences plus élevées, il est vivement conseillé de le connecter directement à l'antenne de réception, c'est-à-dire sans ligne coaxiale. Si nécessaire utilisez un raccord (ex. SMA/N). Certains amplis de ligne BIS peuvent être employés comme 2e étage d'amplification dans le spectre 2,3 / 2,4 GHz, particulièrement si la ligne coaxiale est longue.

### Cas du Wi-Fi
En Wi-Fi 2,4 ou 5 GHz, un préampli ne peut être « normalement » utilisé vu le caractère temporairement alternatif, soit bidirectionnel, des signaux. Il faut le compléter d'un système de commutation (relais) réactif (rapide), laissant remonter les signaux TX émis vers l'antenne, qui se transforme en antenne d'émission vu son caractère de réciprocité. Le marché propose toutefois des produits hybrides, c'est-à-dire préamplis d'antenne Wifi 13 cm adaptés ou des préamplis/amplificateur de puissance (TX), qui se montent toujours au plus près de l'antenne extérieure (RX-TX) au moins distante 10 m, qu'elle soit omnidirectionnelle (tige, fouet, colinéaire) ou directionnelle (préférez la pol V). Le module d'amplification bidirectionnel améliore (un peu) les débits échangés entre utilisateurs et au sein du réseau, par exemple avec une webcam Wifi qui est significativement déportée du routeur ou de la station d'accueil.

### Illustration en modulation FM

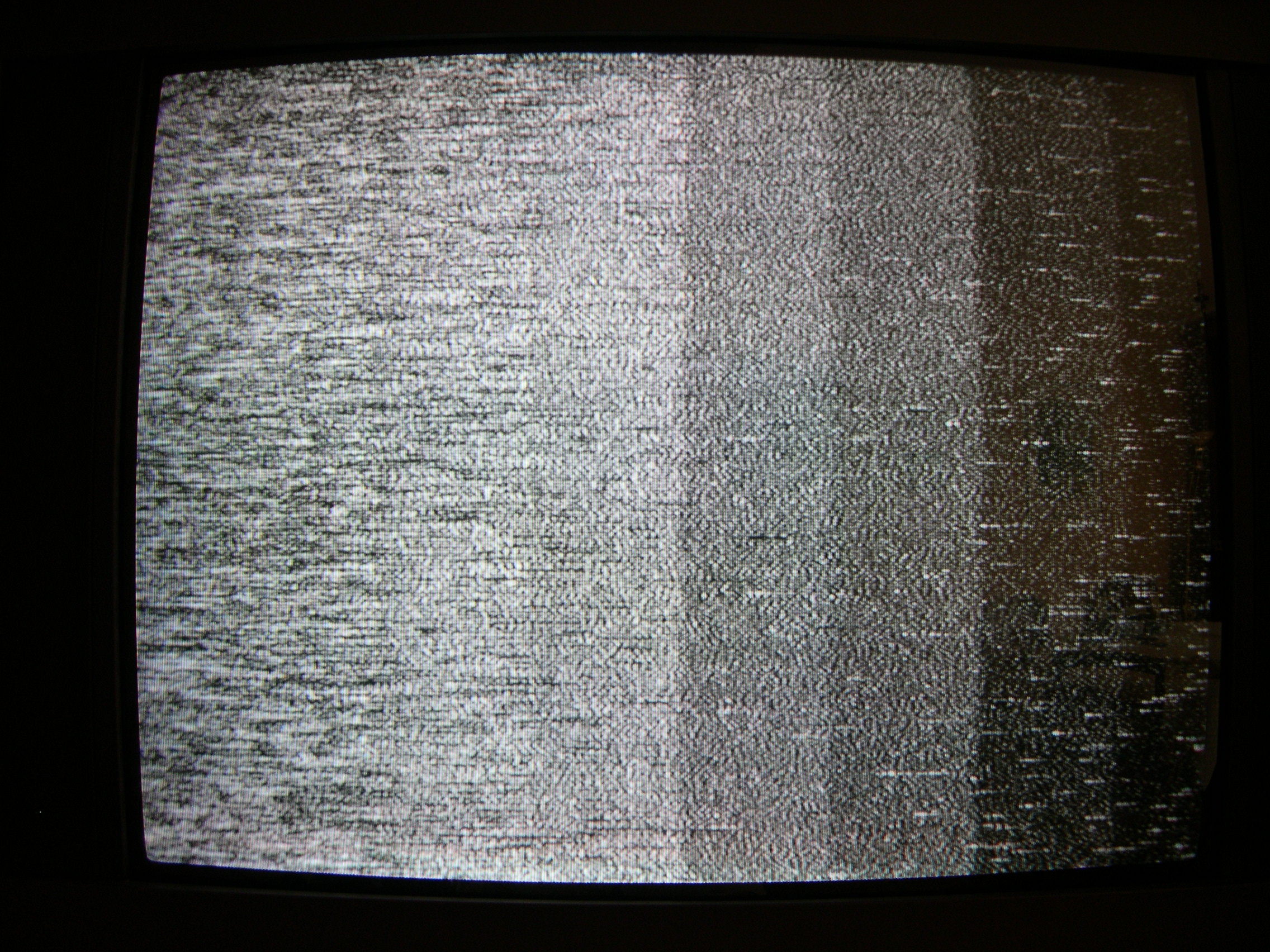
avant

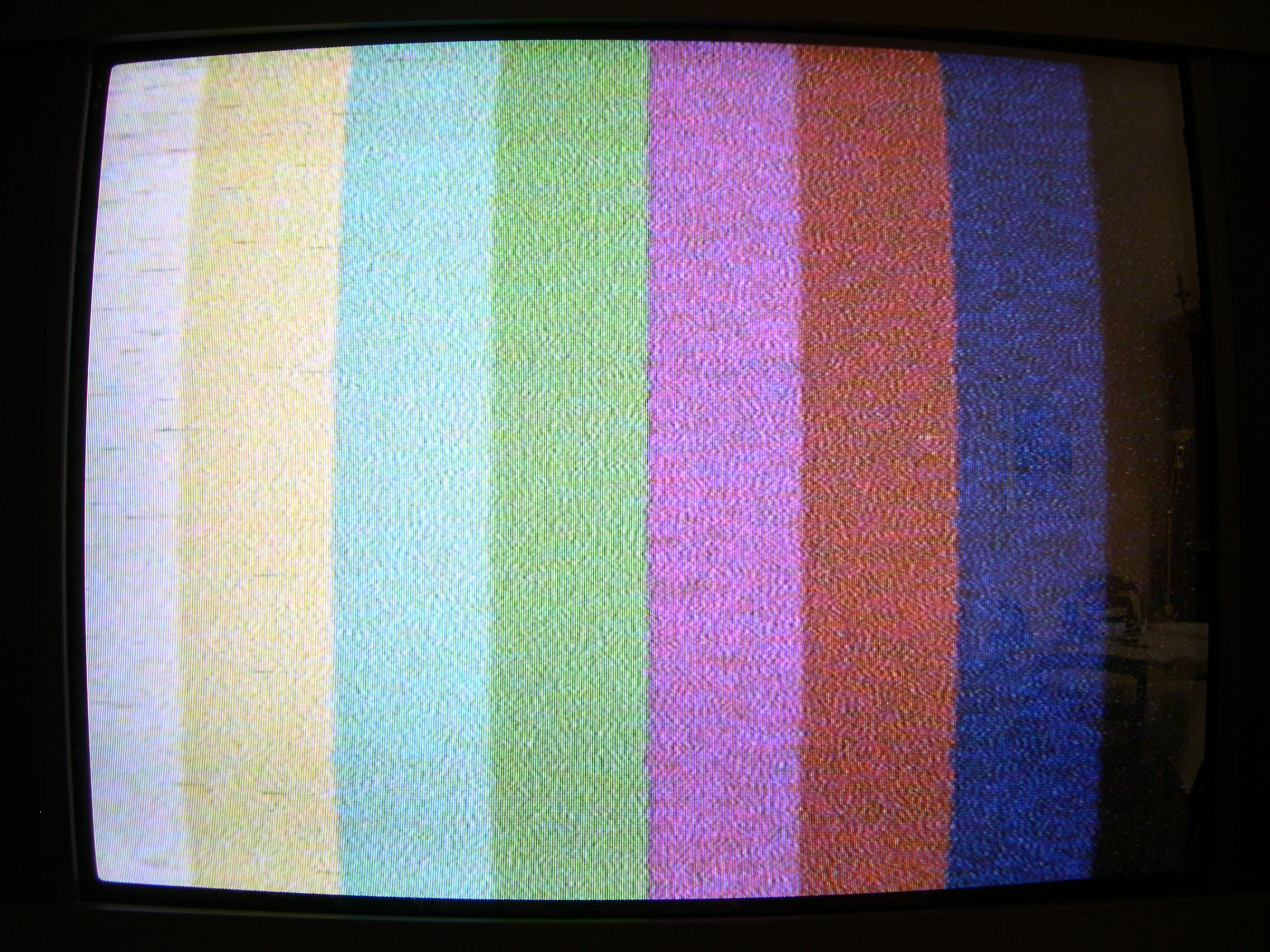
après

Ci-après, à gauche, image composite analogique PAL brute reçue sur un récepteur FM standard 2,4 GHz (Fb: 4.5 dB) avec un signal en limite noir-blanc/couleur. À droite, après la mise en place d'un préamplificateur à faible bruit, < 1 dB, on remarque la nette amélioration du signal, plus marquée, ici, en modulation de fréquence (FM) qu'en modulation d'amplitude (AM).